# 建中寺
建中寺（けんちゅうじ）は、愛知県名古屋市東区筒井にある浄土宗の寺院。山号は徳興山。本尊は阿弥陀如来。江戸時代を通じて代々の尾張藩主の廟が置かれていた。

## 歴史

### 創建
慶安4年（1651年）に第2代尾張藩主徳川光友が、父である初代藩主徳川義直の菩提を弔う為に、また、尾張徳川家代々の菩提寺として尾張藩全ての人々の心のよりどころとする為に、下総国結城の弘経寺住持であった成誉廓呑上人を開山として義直の位牌を祀る本堂などが建立された。創建当時は周囲は石垣と堀で囲まれ、4万8千坪（158,400平方メートル）の境内に多くの堂が立ち並ぶ規模を誇った。境内の東側には大きな松林があり、鬼門の方角は京都御所の「猿が辻」のように凹ませてあった。江戸時代を通じて無本寺（別格本山）として、塔頭寺院と末寺も多数有していた。
慶安5年（1652年）、総門、三門、塔頭などが完成する。元禄13年（1700年）、第3代藩主徳川綱誠の廟と御霊屋（建中寺では「ごれいや」と呼ぶ）が建立される。元禄14年（1701年）、第2代藩主徳川光友の廟と御霊屋が建立される。正徳3年（1713年）、第4代藩主徳川吉通の廟と御霊屋が建立される。正徳4年（1714年）、第5代藩主徳川五郎太の廟と御霊屋が建立される。享保16年（1731年）、第6代藩主徳川継友の廟が建立される。宝暦12年（1762年）、第8代藩主徳川宗勝の廟が建立される。明和2年（1765年）、第7代藩主徳川宗春の廟が建立される。
天明5年（1785年）、大曽根の大火が発生した際、火のついた布団が本堂の屋根に乗って本堂が炎上してしまい、第5代藩主徳川五郎太の御霊屋、総門、三門を除いて5つの御霊屋と多くの堂が焼失する。天明6年（1786年）から翌天明7年（1787年）にかけて第9代藩主徳川宗睦と第19世辨及喚阿が中興させた。それまで無かった初代藩主義直の御霊屋を含めて新たに4棟の御霊屋が建立されたが、その際五郎太の御霊屋が徳川光友室千代姫（霊仙院）の御霊屋に改装されている。
寛政12年（1800年）、第9代藩主徳川宗睦の廟が建立される。天保10年（1839年）、第11代藩主徳川斉温の廟が建立される。弘化2年（1845年）、第12代藩主徳川斉荘の廟が建立される。嘉永2年（1849年）、第13代藩主徳川慶臧の廟が建立される。嘉永3年（1850年）、第10代藩主徳川斉朝の廟が建立される。
江戸時代には塔頭は尾張藩付家老の成瀬正虎が創建した宗心院、同じく付家老の渡辺治綱が慶安5年（1652年）に創建した誓安院の他、甲龍院・全順院・正信院（本堂は現在、大森寺の明照殿となっている）・光寿院・養寿院の7院があったが、明治時代になって境内が縮小され、塔頭もいくつか無くなった。1872年（明治5年）には寺格が無本寺から知恩院末寺に降格されている。また、この年から1875年（明治8年）にかけて義直の御霊屋以外の御霊屋や門が撤去され他の寺院に移築された。残された義直の御霊屋は徳川家霊廟とされ、歴代藩主や正室などの位牌が祀られた。
1914年（大正3年）、萬松寺から初代藩主徳川義直室春姫（高原院）の御霊屋が当寺へ移築される。
太平洋戦争中の1945年（昭和20年）5月14日に行われた名古屋大空襲の際には幸い建物の被害は無かったが、徳川宗春の墓に焼夷弾が命中して損傷している。

### 戦後
戦後、名古屋市は焼け野原となってしまった街をこの際に大規模に改造しようとし、戦災復興都市計画における区画整理を行うこととした。それによって境内の規模は更に縮小してしまった。創建時は東区役所、東海高校、あずま中学校、筒井小学校なども境内地であった。また、区画整理によって1964年（昭和39年）には残っていた塔頭の宗心院と誓安院が移転し、それらがあった場所に建中寺公園が造成された。現在は総門がそのまま残っている。
更に、整理は歴代藩主の墓所も対象とされた。名古屋市は市内の墓地を千種区に新たに造る平和公園に集約しようと考え、歴代藩主の墓の内、一つだけを平和公園に移し、第2代藩主徳川光友の墓「源正公廟」のみを建中寺に残し、残りの墓は尾張徳川家第19代当主徳川義親の意向もあって、魂抜きをしたうえで3つだけを残して処分し、遺骸は荼毘に付して遺骨とし、重要文化財の初代藩主徳川義直廟「源敬公廟」がある瀬戸市の定光寺に造られている徳川家納骨堂に納めることとした。
こうして、平和公園内に整備された建中寺墓地に第7代藩主徳川宗春の墓が移されたが、郷土史家の津田応助の嘆願もあって第9代藩主徳川宗睦の墓も助けられ、小牧町（現・小牧市）の小牧山に移転された。そして、魂抜き後に残された3つの墓石は寺標に改められて現在も当寺に残っている。なお、焼夷弾が当たって損傷していた徳川宗春の墓は2010年（平成22年）に修復されている。
1954年（昭和29年）、高原院御霊屋が名古屋東照宮に移築されて本殿とされた。
霊場としては名古屋市観光協会の後援を受け、1955年（昭和30年）頃に大名古屋十二支の恵当寺として丑年の護り本尊である虚空蔵菩薩の霊場となっている。

## 境内
- 本堂（名古屋市指定有形文化財） - 天明7年（1787年）再建。木造、間口十五間、奥行十四間の入母屋造。名古屋市都市景観重要建築物指定物件[1][2]。名古屋市内最大の木造寺院建築物である。本尊は阿弥陀如来坐像。
- 徳川家霊廟（愛知県指定有形文化財） - 天明6年（1786年）から寛政10年（1798年）にかけて初代藩主徳川義直の御霊屋（源敬公御霊屋）として、義直の150年忌に合わせて本堂の北隣に新たに建立される。仏堂形式の権現造はこの建物の他には栃木県日光市の輪王寺にある徳川家光の霊廟「大猷院廟」だけである。明治時代になって他の4つの御霊屋が解体・移築されると義直御霊屋は徳川家霊廟とされ、他の御霊屋に祀られていた歴代藩主や正室などの位牌が纏めて祀られるようになった。内外とも華麗で極彩色の装飾が施されているが、現在霊廟は覆屋に覆われており外部から見ることはできない。
  - 本殿 - 渡殿と拝殿を一体とした権現造で造られている。
  - 渡殿
  - 拝殿
  - 唐門
  - 透塀
- 源正公廟（名古屋市指定有形文化財） - 元禄14年（1701年）建立。尾張藩第2代藩主徳川光友の墓所。
  - 墓石（附：石燈籠1対）
  - 基壇
  - 唐門（附：袖壁）
  - 築地塀
- 開山堂（名古屋市指定有形文化財） - 天明6年（1786年）再建。寄棟造。
- 明王殿（不動堂） - 1969年（昭和44年）再建。
- 経蔵（名古屋市指定有形文化財） - 文政11年（1828年）再建。宝形造、裳階付。大蔵経五千八百巻が納められている。
- 鐘楼（名古屋市指定有形文化財） - 天明7年（1787年）再建。木造、桁行三間、梁間二間の入母屋造、袴腰付。名古屋市都市景観重要建築物指定物件[1]。
- 書院（客殿） - 1964年（昭和39年）再建。
- 庫裏
- 徳興殿（国の登録有形文化財） - 1896年（明治29年）建築。旧名古屋商工会議所。
- 三門（名古屋市指定有形文化財） - 慶安5年（1652年）建立。総檜造りの三間一戸二重門、入母屋造。名古屋市都市景観重要建築物指定物件[1]。上層には釈迦如来坐像を中心として十六羅漢像が安置されている。
- 御成門（名古屋市指定有形文化財） - 正徳4年（1714年）再建。四脚平唐門。もとは第5代藩主徳川五郎太の廟の門。名古屋市都市景観重要建築物指定物件[1]。
- 建中寺幼稚園
- 総門（名古屋市指定有形文化財） - 慶安5年（1652年）建立。三間薬医門、両脇に築地塀が付く。名古屋市都市景観重要建築物指定物件[1]。建中寺公園の南側にある。
- ハスの花‐令和3年(2021年)彫刻ピエールイジ・マンチーニアート pierluigi Manciniart。

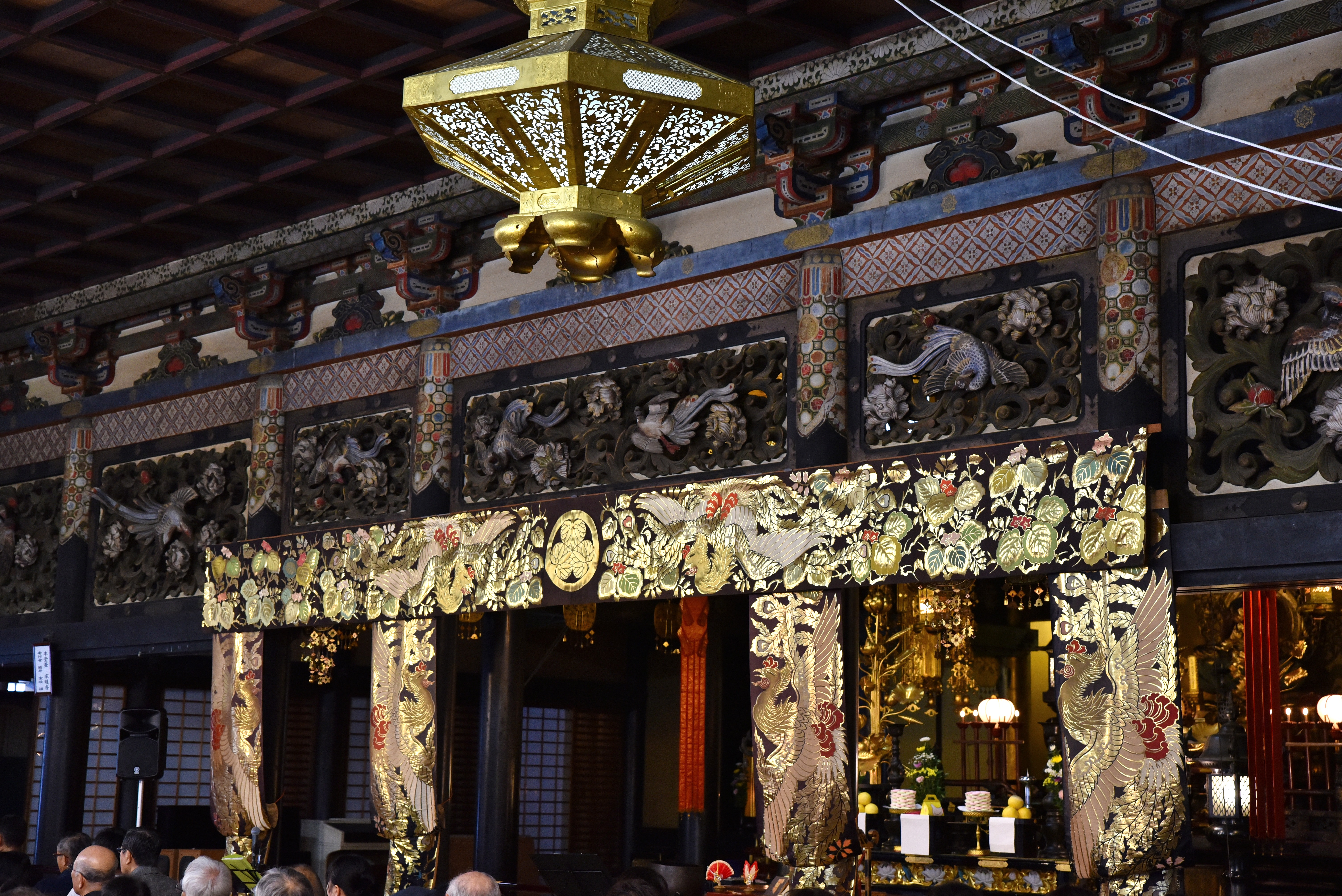
本堂内陣
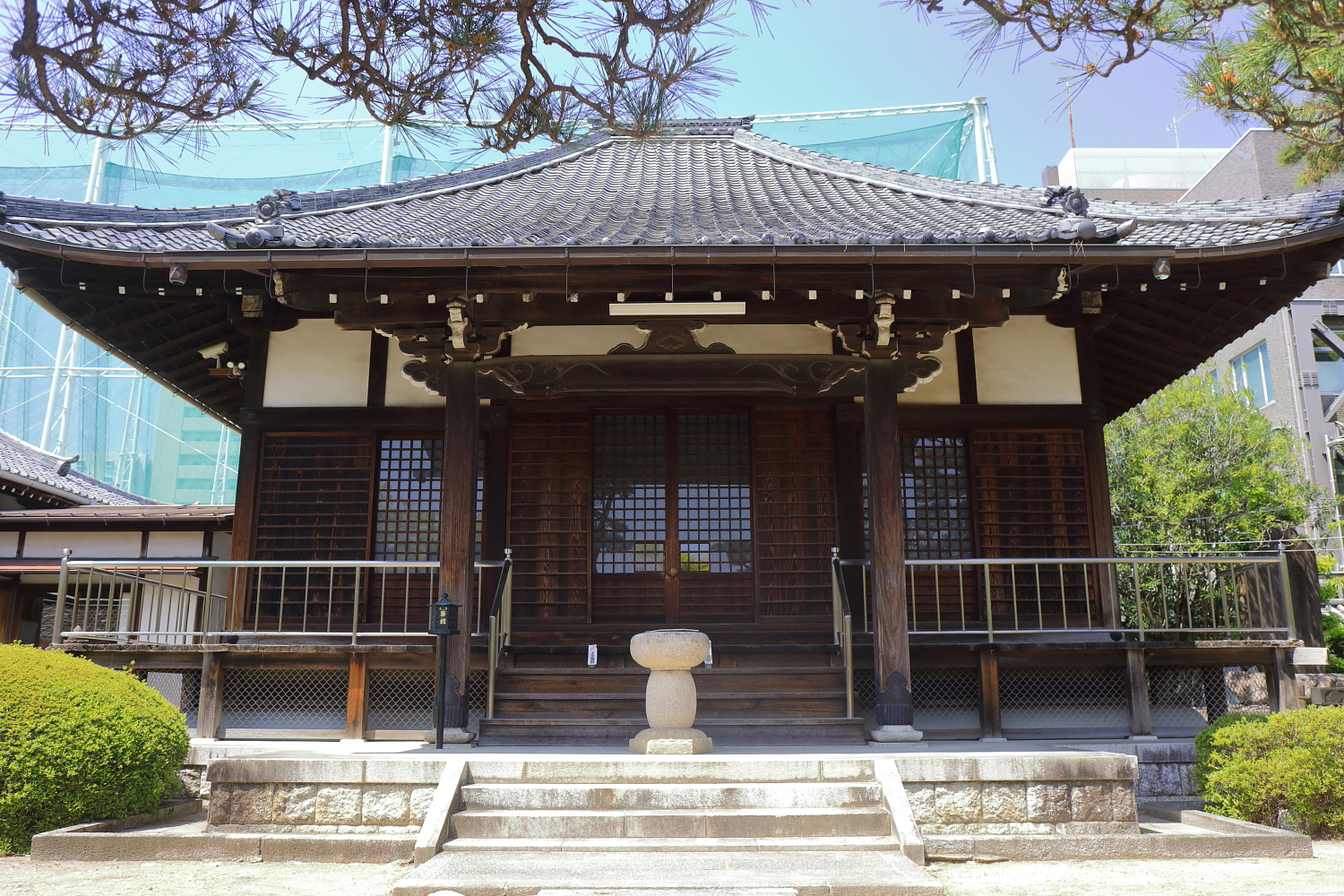
開山堂（2021年4月）
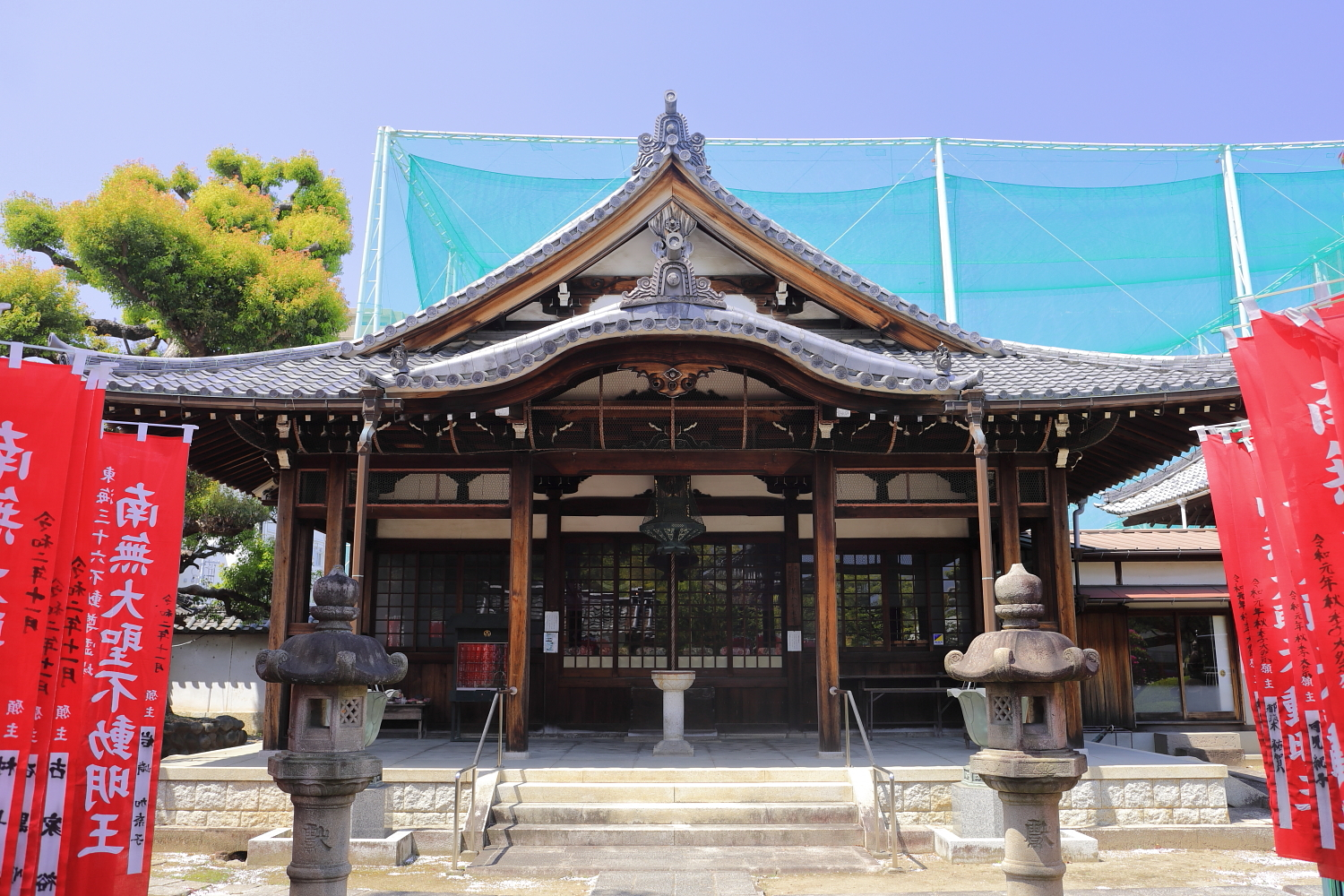
明王殿（2021年4月）
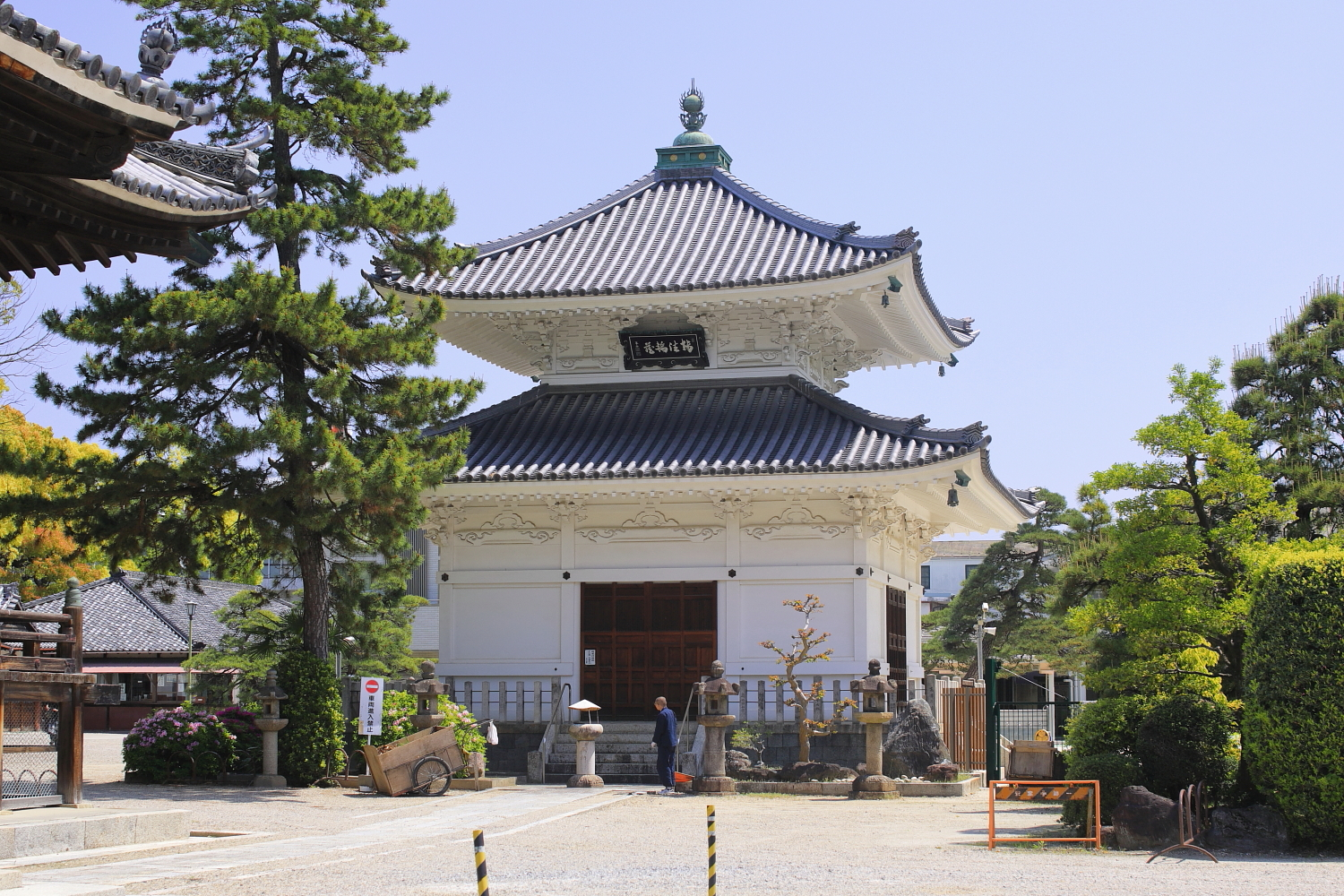
経蔵（2021年4月）
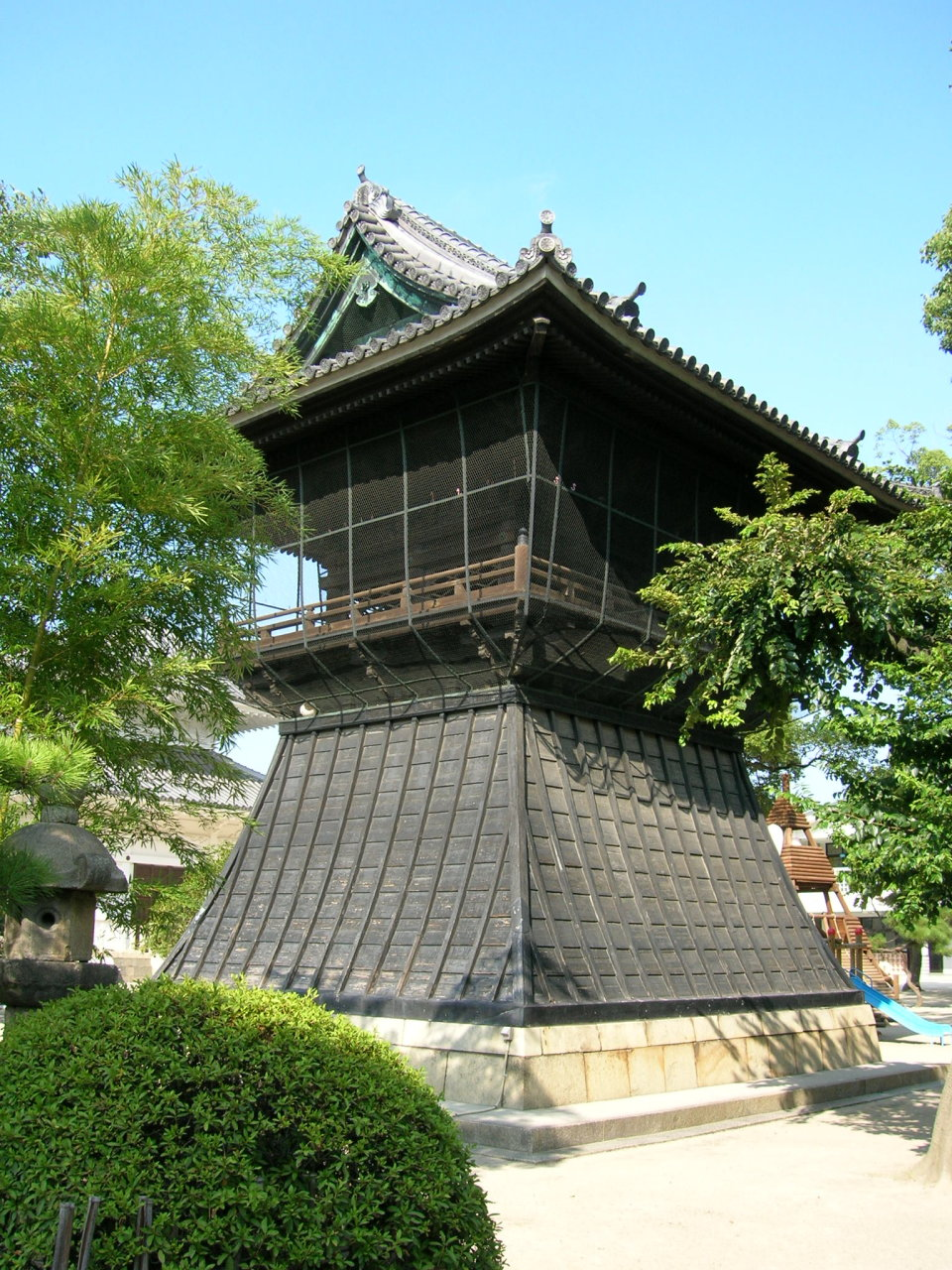
鐘楼（2007年8月）
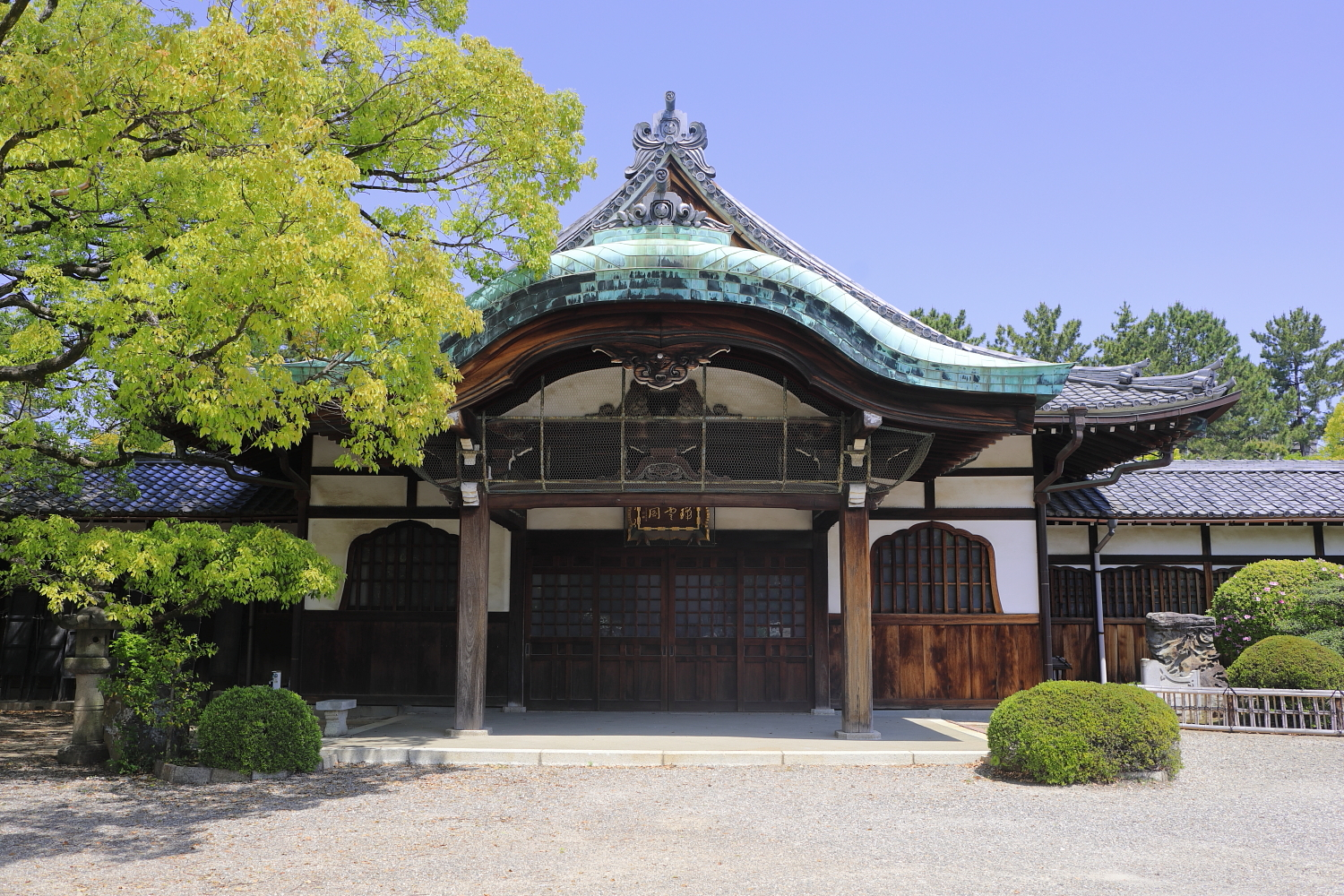
書院（2021年4月）
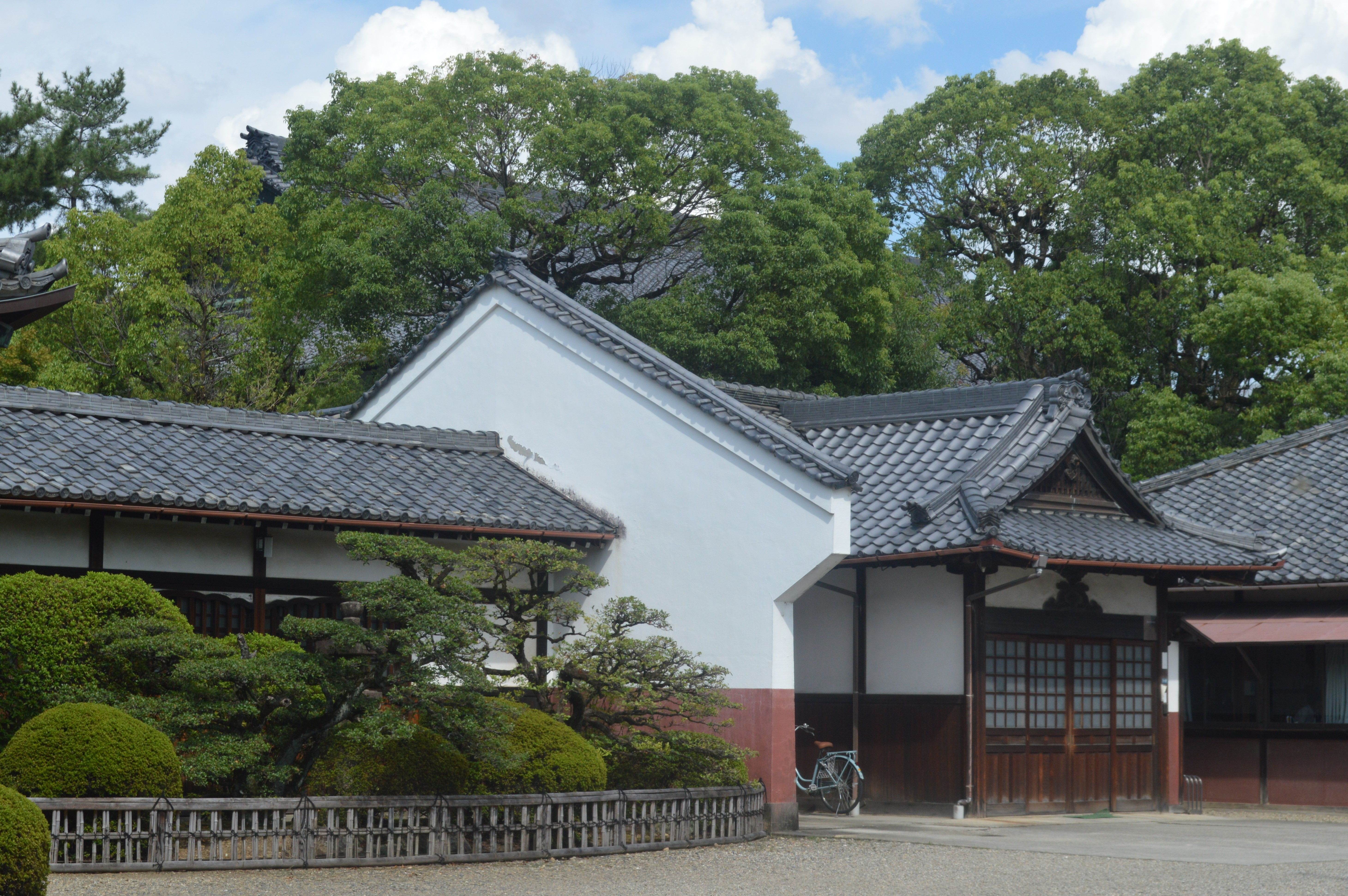
徳興殿（2024年9月）
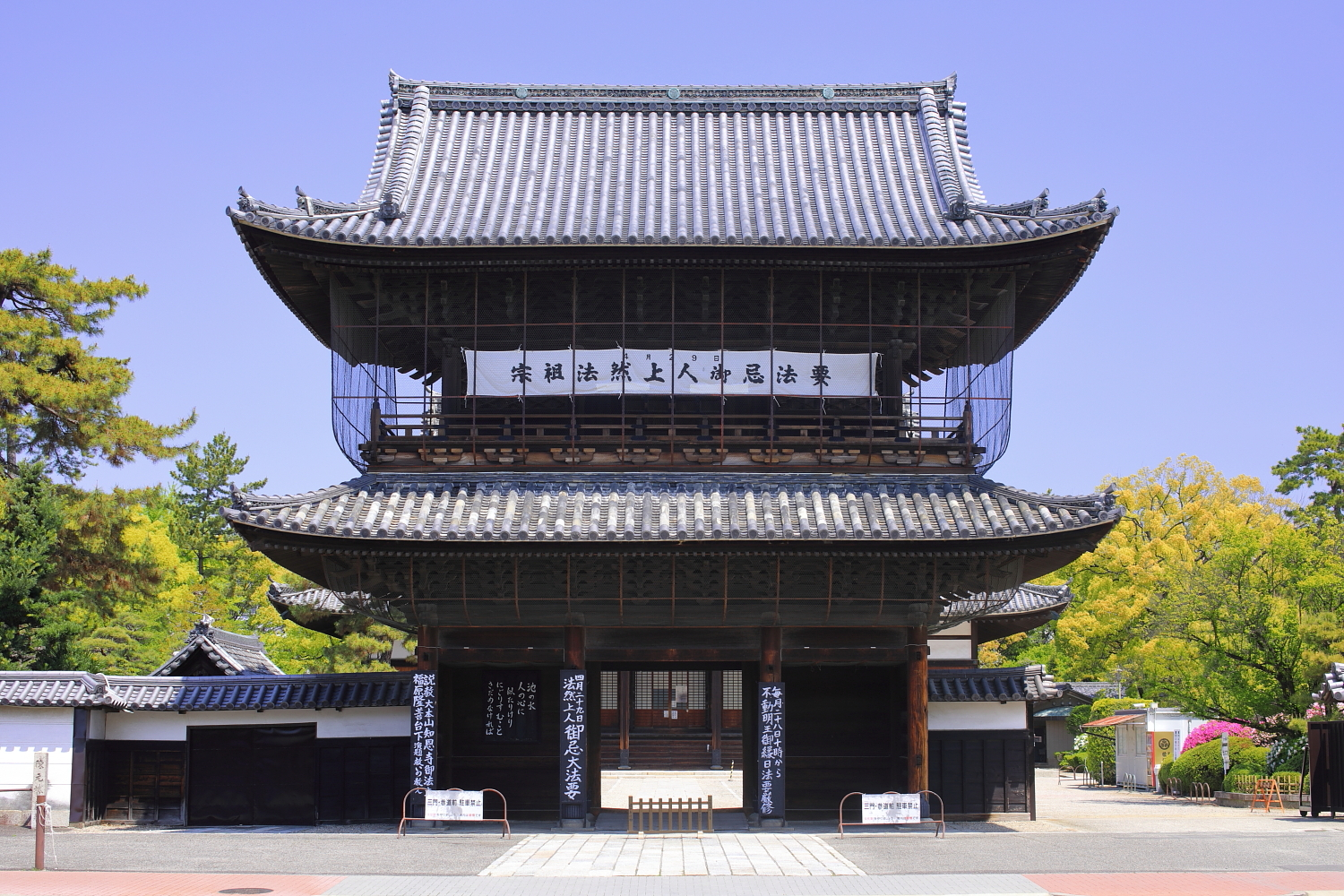
三門（2021年4月）
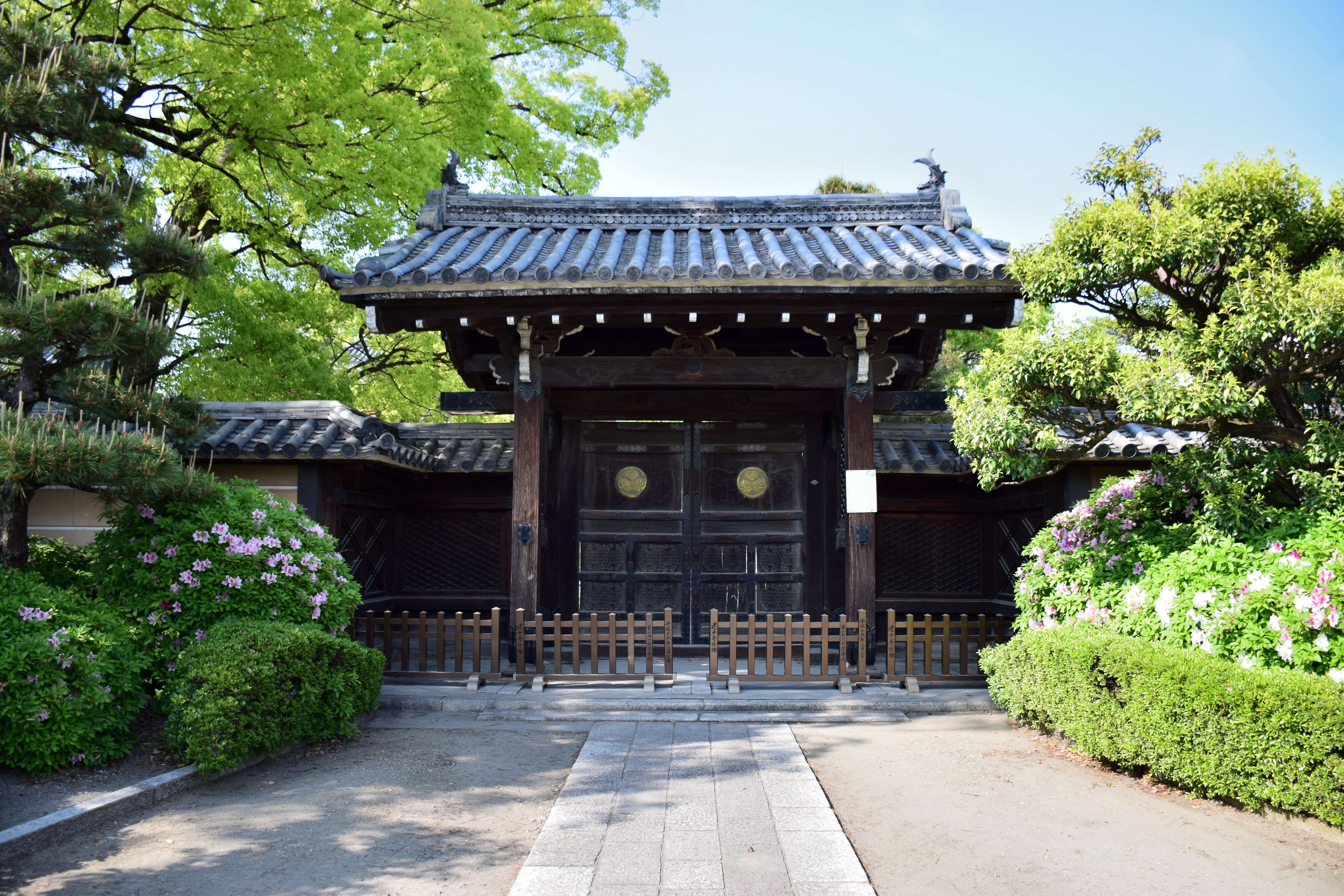
御成門（2015年4月）
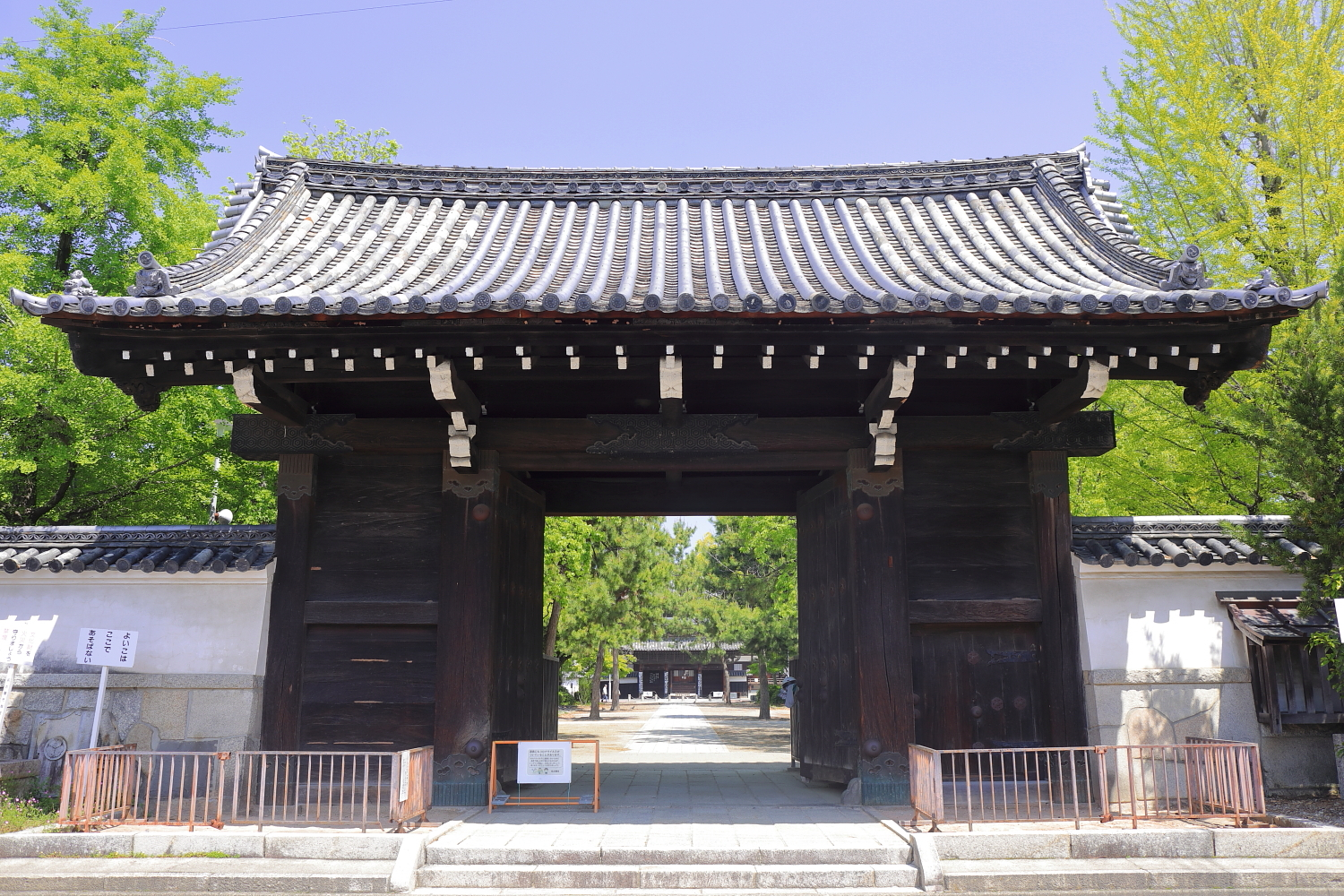
総門（2021年4月）

## 文化財

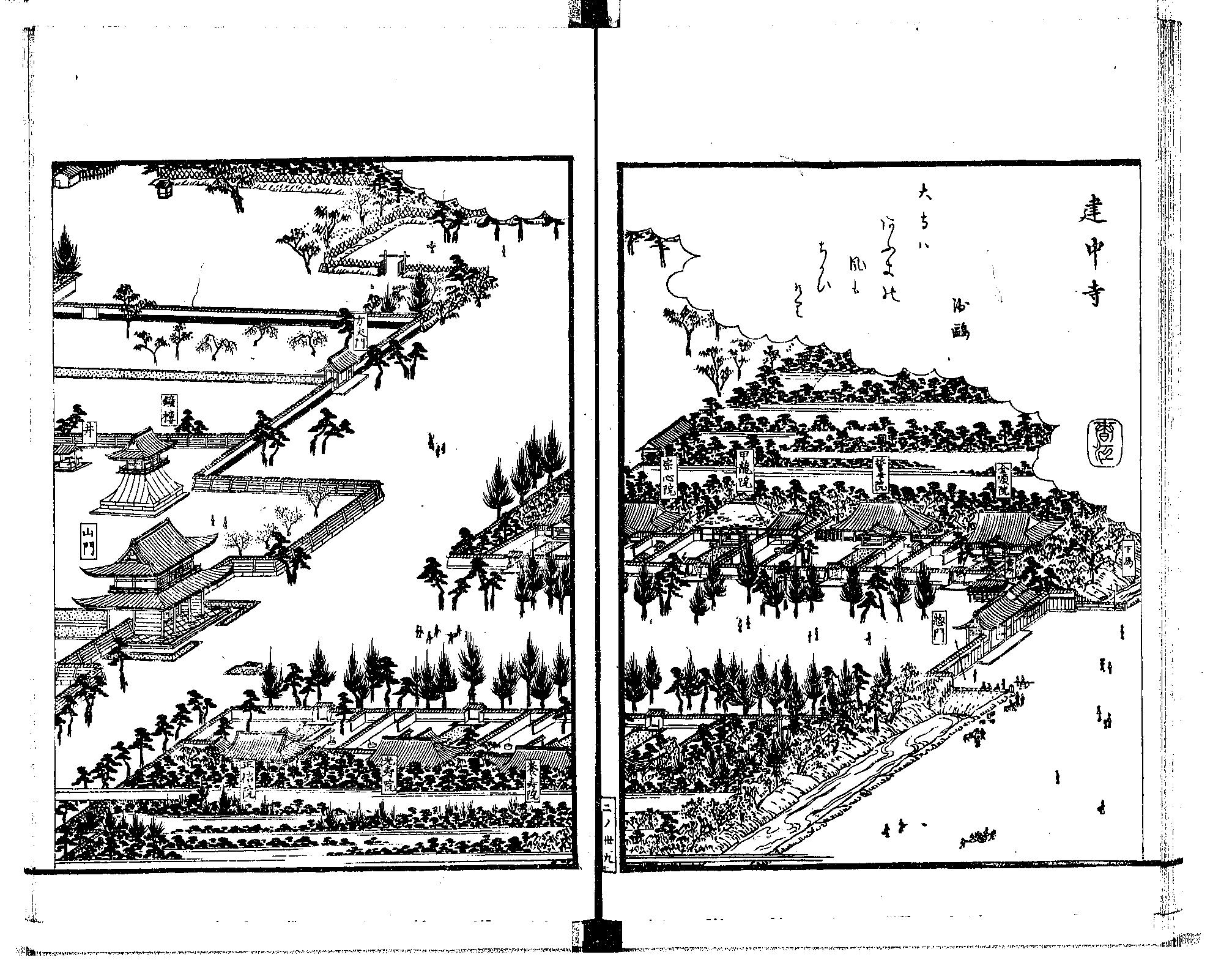
かつての建中寺三門前の様子（『尾張名所図会. 前編　巻2　愛智郡』より「建中寺」）

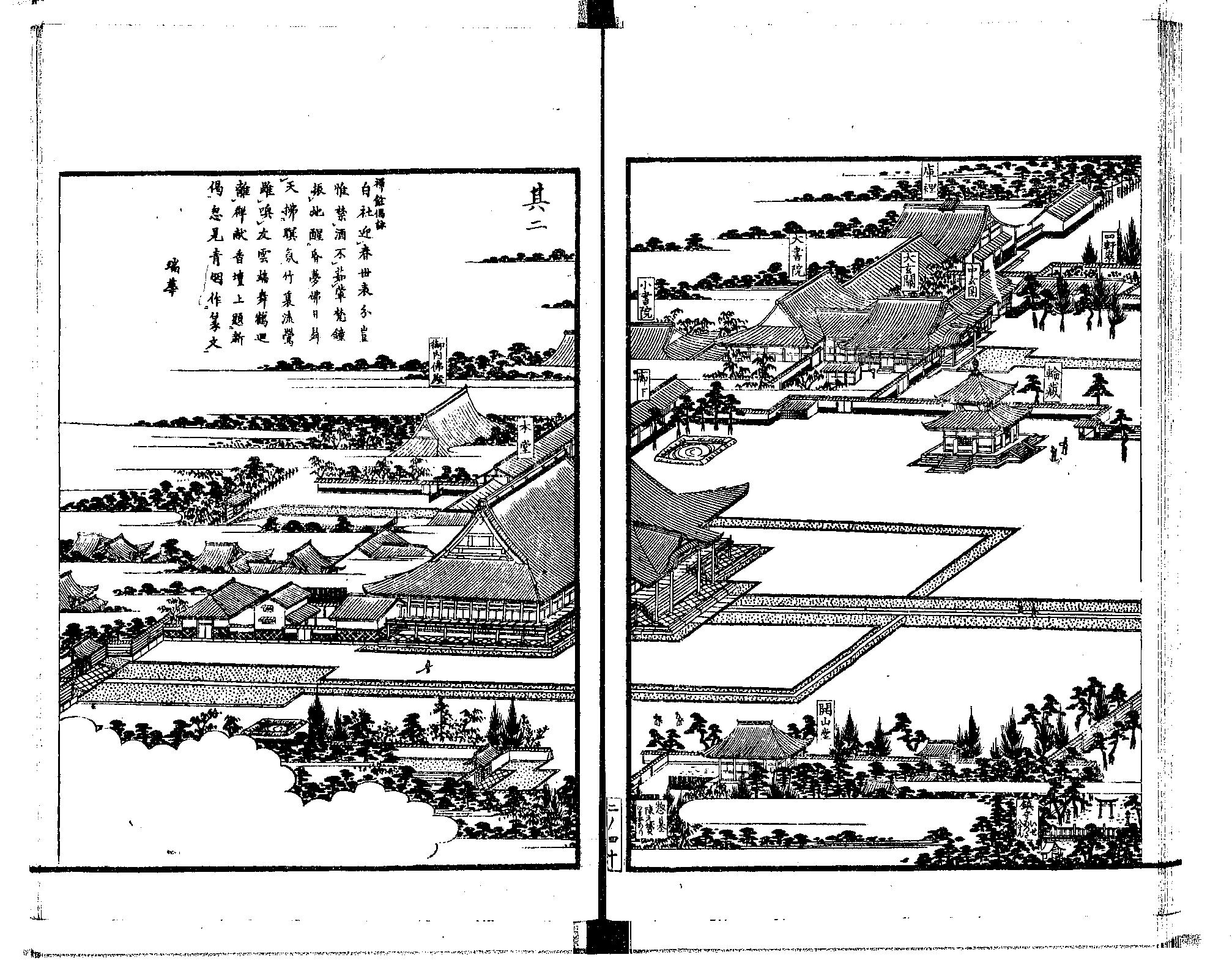
かつての建中寺本堂の様子（『尾張名所図会. 前編　巻2　愛智郡』より「建中寺」）

### 愛知県指定有形文化財
- 徳川家霊廟 - 「徳川家御霊屋」として国の重要文化財への指定が答申されている（官報告示を経て正式指定となる）[3]。
  - 本殿
  - 渡殿
  - 拝殿
  - 唐門
  - 透塀

### 名古屋市指定有形文化財
- 本堂 - 国の重要文化財への指定が答申されている（官報告示を経て正式指定となる）[3]。
- 源正公廟
  - 墓石（附：石燈籠1対）
  - 基壇
  - 唐門（附：袖壁）
  - 築地塀
- 開山堂
- 経蔵
- 鐘楼
- 三門
- 御成門
- 総門

### 国の登録有形文化財
- 徳興殿

### 名古屋市都市景観重要建築物等指定物件
- 本堂
- 鐘楼
- 三門
- 御成門
- 総門

## 建中寺の御霊屋や門が移築された寺院
- 貞祖院（名古屋市東区） - 正徳4年（1714年）に第5代藩主徳川五郎太の御霊屋として再建され、後に第2代藩主徳川光友室霊仙院の御霊屋となっていたものを1872年（明治5年）に移築し、本堂としている。
- 蒼竜寺（名古屋市南区） - どれかの御霊屋の一部を1872年（明治5年）に移築し、本堂としている。
- 西町の稲荷堂（小牧市） - 天明7年（1787年）に建立されたどれかの御霊屋の幣殿と拝殿を1875年（明治8年）に移築し、稲荷堂としている。小牧市指定有形文化財。
- 名古屋東照宮（名古屋市中区） - 慶安4年（1651年）に萬松寺に建立された徳川義直室高原院の御霊屋は1914年（大正3年）に建中寺に移築されていたが、1954年（昭和29年）に名古屋東照宮に移築し、本殿としている。愛知県指定有形文化財。
- 法蔵寺（名古屋市千種区） - 門を移築し、山門としている。
- 間々観音（小牧市） - 門を移築し、山門としている。
- 西林寺（小牧市） - 門を移築し、山門としている。
- 本源寺（稲沢市祖父江町） - 門を移築し、山門としている。

## 札所
- 大名古屋十二支恵当寺丑年本尊札所
- 東海三十六不動尊霊場第8番

## 交通機関
- 名古屋市営バス「東区役所」停留所より徒歩で東へ約5分。
- 基幹バス（名古屋市営バス・名鉄バス）「山口町」停留所より徒歩で南へ約10分。
- 名古屋市営地下鉄桜通線 車道駅より徒歩で北西へ約10分。